# Hin und her (1948)
Hin und her ist eine österreichische Filmsatire aus dem Jahre 1947 von und mit Theo Lingen in der Hauptrolle. In weiteren tragenden Rollen sind Lingens Tochter Ursula Lingen sowie Fritz Eckhardt, O. W. Fischer und Curd Jürgens zu sehen. Dem Film liegt das gleichnamige Theaterstück (1934) von Ödön von Horváth zugrunde.

## Handlung
Im Phantasiestaat Bagatello. Dort lebt und arbeitet der Ausländer Peter Vogel als einfacher und bescheidener Fotograf, der sich nichts zuschulden kommen ließ. Dennoch soll er aufgrund einer eigentlich gut gemeinten aber vom neuen Finanzminister falsch verstandenen Bemerkung nach einem Regierungswechsel des Landes verwiesen werden. Vogel gilt nunmehr als „politisch verdächtig“. Auf die einfache Holzbrücke über den Grenzfluss zu seinem Heimatland Lappalien geführt, kommt er von dort nicht weiter, denn auch das Königreich Lappalien will ihn aufgrund einer neuen Verordnung nicht mehr einreisen lassen. Peter hätte nämlich längst seine alte Staatsangehörigkeit wieder erneuern lassen müssen. Da er nicht weiterkommt, zimmert sich Vogel als Übernachtungsmöglichkeit ein bescheidenes Häuschen auf der Brücke, mitten im Niemandsland, zusammen. So hängt Vogel nunmehr zwischen zwei Welt fest: Die eine, die ihn loswerden will und die andere, die ihn nicht mehr zurücknehmen will. 
Bald eskaliert die groteske Situation, und die Existenz Peter Vogels droht sich zu einer Staatskrise auszuweiten, zumal der ungewollte Fotograf durch seine exponierte Situation auch noch Zeuge einer verbotenen Romanze zwischen Marina, der Prinzessin von Lappalien, und René, dem Sohn des Präsidenten von Bagatello, wird. Auch er selbst lernt in dieser vertrackten Lage das Liebesglück in Gestalt der Artistin Lilly Dore kennen, die große Ähnlichkeit mit der Prinzessin besitzt. Seine Lage ändert sich schlagartig, als Peter in Besitz einer beträchtlichen Erbschaft gerät. Plötzlich wollen beide Seiten ihn wieder einreisen lassen, denn als potenter Steuerzahler ist der Fotograf natürlich herzlich willkommen. Doch dem bislang armen Schlucker ist auf der Brücke einfach zu viel widerfahren, als dass er in das eine oder das andere Land heimkehren mag. Und so suchen sich Peter und seine Lilly lieber eine neue, eine gastlichere Heimat.

## Produktionsnotizen
Hin und her entstand 1947 in Wien-Mauer und wurde am 23. Januar 1948 in Linz uraufgeführt. Die deutsche Premiere fand am 9. Januar 1951 in Berlin statt. In Deutschland wurde die Horvath-Satire unter dem Titel Der Wind hat meine Existenz verweht vertrieben.
Hans Wewerka übernahm die Produktionsleitung. Julius von Borsody entwarf die Filmbauten, Gerdago die Kostüme. Georg Marischka war Regieassistent.
Curd Jürgens spielt hier eine Nebenrolle. Elf Jahre später war er der Hauptdarsteller im britischen Film Fähre nach Hongkong, in dem er ebenfalls zwischen zwei Grenzen gefangen ist, weil ihn beide Länder nicht aufnehmen wollen.

## Kritik
Im Lexikon des Internationalen Films heißt es: „Eine nicht gerade originelle, aber flott und vergnüglich inszenierte kleine Komödie mit satirischen Seitenhieben gegen die Auswüchse eines bürokratischen Staatswesen, das den Menschen nicht dient, sondern sie schikaniert.“